# Margecianka
Margecianka – potok na Spiszu, we wschodniej Słowacji, lewy dopływ Hornádu w zlewisku Morza Czarnego. Długość – 22 km. 
Źródła Margecianki znajdują się w południowej części Gór Lewockich na wysokości 890 m n.p.m. Płynie na południe, wypływa do Kotliny Hornadzkiej i uchodzi do Hornádu koło wsi Spiskie Włochy.